# Препозит
Препозит или пробст (на латински: praepositus — поставен начело; на немски: Propst) е титла в някои християнски църкви. Сред католиците това е настоятелят на катедрална църква или манастир. В някои национални лутерански църкви това е старшият пастор в определен географски регион, подчинен на епископа.
Структурата, оглавявана от пробст, се нарича пробство. В Руската империя такива структури са се наричали пробстски окръзи; през 1832 г. са били организирани 31 пробстски окръга. Там пробстът е бил назначаван с решение на всички проповедници на пробстския окръг и е бил утвърждаван от Министерството на вътрешните работи. Пробстът е бил задължен да извършва визитация на всички църкви в своя окръг веднъж на всеки 3 години.
Титлата пробст се използва също и в англиканската църква.